# Desa Telogowaru (administrativ by i Indonesien, lat -6,85, long 111,92)
Desa Telogowaru är en administrativ by i Indonesien.   Den ligger i provinsen Jawa Timur, i den västra delen av landet, 600 km öster om huvudstaden Jakarta.